# Dubrowka (obwód briański)
Dubrowka – osiedle typu miejskiego w Rosji, w obwodzie briańskim. W 2010 roku liczyło 8015 mieszkańców.
Znajduje tu się stacja kolejowa Dubrowka, położona na linii Briańsk – Smoleńsk.